# Thripadectes
Thripadectes är ett fågelsläkte i familjen ugnfåglar inom ordningen tättingar. Släktet omfattar sju arter med utbredning från Costa Rica till västra Bolivia:
- Enfärgad trädletare (T. ignobilis)
- Gulflammig trädletare (T. flammulatus)
- Peruträdletare (T. scrutator)
- Strimmig trädletare (T. holostictus)
- Streckhuvad trädletare (T. virgaticeps)
- Costaricaträdletare (T. rufobrunneus)
- Svartnäbbad trädletare (T. melanorhynchus)